# Muzeum Konwentu Matki Bożej Anielskiej w Asyżu
Muzeum Konwentu Matki Bożej Anielskiej – muzeum sztuki sakralnej wchodzące w skład kompleksu klasztornego franciszkanów przy bazylice Matki Bożej Anielskiej w Asyżu.

## Historia
Muzeum powstało w latach 20. XX w., w 1999 odnowiono ekspozycję. Sale prezentują zbiory w porządku chronologicznym. Prezentowane są dzieła sztuki sakralnej związane z Porcjunkulą i historią franciszkanizmu. Ekspozycja zawiera też dokumenty archiwalne, makiety oraz szkice rekonstrukcji budynków.
W pierwszej sali znajduje się makieta Asyża i okolicy oraz artefakty archeologiczne. W drugiej sali prezentowana jest sztuka XIII-wieczna, powstała z czasach pierwotnej ekspansji ruchu franciszkańskiego. Wśród dzieł: Krzyż z bazyliki Matki Bożej Anielskiej w Asyżu Giunta Pisano, Święty Franciszek przypisywany Cimabue, Św. Franciszek z dwoma aniołami Maestro di San Francesco, Maryja karmiąca rzeźba w kamieniu z XIV wieku.
W trzeciej sali eksponowane są dzieła w ceramice szkliwionej (m.in. nastawa ołtarzowa autorstwa Andrea della Robbia z 1475). W czwartej sali znajduje się sztuka renesansowa, obrazy Sano di Pietro, Niccolò di Liberatore. W ostatniej sali znajdują się dzieła, które powstały już po wybudowaniu dużej bazyliki w XVII w. Z muzeum przechodzi się do starego klasztoru franciszkańskiego z pierwotnymi celami braci. Na terenie starego konwentu odbywają się wystawy współczesnej sztuki sakralnej.